# TinyURL
TinyURL（タイニィーユーアールエル）は、インターネット上で用いられる長いURLを短縮する（URL短縮化する）サービスである。2002年1月にケビン・ギルバートソンが公開した。
たとえばこの記事のURLの場合、
```
tinyurl.com/h6ocr
```

のように短縮される。生成されたURLから目的のページへリダイレクトされる仕組みとなっている。
一方で、リンク先がどのようなサイトか判断できなくなるため、スパム業者などに利用されるおそれがある。TinyURL側はその対策として、一度転送される前にURLを確認するプレビュー機能を実装した。デフォルトでは無効になっているので、TinyURLのサイトで有効にする必要がある。